# Nagroda Polaris
Nagroda Polaris – odznaczenie związane z lotnictwem cywilnym, przyznawane przez Międzynarodową Federację Stowarzyszeń Pilotów Lotniczych (ang. International Federation of Air Line Pilots' Associations – IFALPA) załogom lotów pasażerskich w dowód uznania umiejętności lub heroizmu, lub połączenia tych obu cech. W przypadkach wyjątkowych nagroda może być także przyznana pasażerom za okazane bohaterstwo. Przyznawana na corocznej konferencji IFALPA.

## Laureaci
(lista nazwisk sprzed roku 2006 zgodna z dokumentem na stronie IFALPA)
| Rok  | Laureat(ci) | Lot                                               | Okoliczności                                                                                            |
| ---- | --- | ------------------------------------------------- | --- |
| 1983 | D. W. Usher M. E. Windsor | Air Florida 90                                    | Nagrodzono członków załogi helikoptera ratunkowego                                                      |
| 1984 | kpt. Donald Cameron p.o. Claude Quimet | Air Canada 797                                    | Pożar kabiny                                                                                            |
| 1985 | kpt. J. Gibson p.o. G. Lintner inż. G. Laurin | Reeve Aleutian Airways 08                         | Utrata śmigła i zablokowanie sterów                                                                     |
| 1986 | kpt. Hani Galal E. Mounib | EgyptAir 648                                      | Porwanie                                                                                                |
| 1987 | kpt. Masami Takahamo (pośmiertnie) p.o. Yutaka Sasaki (pośmiertnie) inż. Hiroshi Fukuda (pośmiertnie)                                            | Japan Airlines 123                                | Dekompresja, całkowita utrata sterowności                                                               |
| 1989 | kpt. Robert Schornstheimer p.o. Madeline Tompkins                                                                                                | Aloha Airlines 243                                | Wybuchowa dekompresja                                                                                   |
| 1990 | kpt. Alfred C. Haynes p.o. William Records inż. Dudley Dvorak kpt. Dennis Fitch                                                                  | United Airlines 232                               | Awaria i rozpad silnika, uszkodzenie hydrauliki, utrata sterowności                                     |
| 1991 | kpt. A. Griszenko | Katastrofa elektrowni jądrowej w Czarnobylu       | Pilot helikoptera zrzucającego beton do reaktora                                                        |
| 1992 | kpt. Stefan Rasmussen p.o. Ulf Cedermark | Scandinavian Airlines 751                         | Awaria silników po starcie                                                                              |
| 1992 | p.o. Alastair Atchinson | British Airways 5390                              | Dekompresja kokpitu                                                                                     |
| 1992 | kpt. W C Query p.o. Q. E. Haynes |                                                   | Kolizja w powietrzu                                                                                     |
| 1993 | kpt. C. Justiniano |                                                   | Porwanie, dwa udane wymuszone lądowania                                                                 |
| 1996 | kpt. A. Faria e Mello |                                                   | Paraplegia, pilot na wózku inwalidzkim                                                                  |
| 1996 | kpt. B. Dhellemme p.o. J. Borderie inż. A. Bossuat                                                                                               | Air France 8969                                   | Porwanie                                                                                                |
| 1998 | kpt. Leul Abate Yonas Mekuria | Ethiopian Airlines 961                            | Porwanie, wodowanie                                                                                     |
| 1999 | kpt. U. Khan p.o. M. F. Querishi |                                                   | Porwanie                                                                                                |
| 2000 | kpt. Naoyuki Nagashima (pośmiertnie) kpt. J. Yamauchi kpt. T. Higuchi p.o. Kazuyuki Koga kpt. H. Takagi kpt. H. Nishikata kpt. Y. Iwai D. Sugama | All Nippon Airways 61                             | Porwanie                                                                                                |
| 2001 | kpt. William Hagan p.o. Richard Webb p.o. Phil Watson                                                                                            | British Airways 2069                              | Próba porwania                                                                                          |
| 2002 | Załogi lotów United Airlines 93 i 175 (pośmiertnie)                                                                                              | Lot United Airlines 93 Lot United Airlines 175    | |
| 2002 | Załogi lotów American Airlines 11 i 77 (pośmiertnie)                                                                                             | Lot American Airlines 11 Lot American Airlines 77 | |
| 2005 | kpt. Eric Gennotte p.o. Steeve Michielsen inż. Mario Rofail                                                                                      | Lot OO-DLL                                        | Utrata kontroli nad hydrauliką i sterami w następstwie ostrzału rakietowego                             |
| 2005 | kpt. Ingmar Lyngmo p.o. Markus Andresen | Kato Air                                          | Uderzenie pioruna                                                                                       |
| 2005 | kpt. Stien Magne Lian p.o. Markus Andresen Odd Eriksen Trond Frantzen                                                                            | Kato Air                                          | Próba porwania                                                                                          |
| 2005 | kpt. Jan Kurka p.o. Markus Turk | Austrian Airlines                                 | Awaria obu silników                                                                                     |
| 2008 | kpt. T. Arnold | Nationwide Airlines                               | Silnik oderwany od kadłuba                                                                              |
| 2009 | kpt. D. McMillan p.o. R. Haverfield | Eagle Airways 2279                                | Próba porwania                                                                                          |
| 2010 | kpt. J. Bartels p.o. B. Werninghaus d.o. P. Tabac                                                                                                | Qantas 30                                         | Wybuch butli z tlenem, gwałtowna utrata ciśnienia                                                       |
| 2011 | kpt. R. de Crespigny p.o. M. Hicks d.o. M. Johnson kpt. H. Wubben kpt. D Evans                                                                   | Qantas 32                                         | Awaria i rozpad silnika                                                                                 |
| 2014 | kpt. Malcolm Waters p.o. David Hayhoe | Cathay Pacific Flight 780                         | Bezpieczne lądowanie z podczas awarii obydwóch (wszystkich) silników na skutek zanieczyszczonego paliwa |